# The Flesh Alive
The Flesh Alive è il secondo album dal vivo del gruppo musicale francese Gojira, pubblicato il 4 giugno 2012 dalla Mascot Records.

## Descrizione
Il disco è stato pubblicato in formato doppio DVD e Blu-ray, entrambi contenenti un ulteriore CD (identico per entrambe le versioni). Mentre nel primo DVD sono presenti le registrazioni dei concerti del gruppo tenutisi al Garorock Festival 2009 e al Vieilles Charrues Festival 2010, il secondo DVD contiene la registrazione del concerto al Rock School Barbey di Bordeaux del 9 febbraio 2009 e un documentario di circa 62 minuti contenente registrazioni inedite del gruppo dietro le quinte. La versione Blu-ray consiste nel contenuto di entrambi i DVD. Il CD di entrambe le versioni contiene, infine, la registrazione audio del concerto al Garorock già presente nel primo DVD.

## Tracce

### DVD 1
Garorock
1. Oroborus – 4:49
2. The Heaviest Matter of the Universe – 4:30
3. Backbone – 4:49
4. Love – 4:58
5. From the Sky – 5:40
6. A Sight to Behold – 5:32
7. The Art of Dying – 8:32
8. Drum Solo – 1:09
9. Clone – 5:56
10. Flying Whales – 5:53
11. The Way of All Flesh – 7:53
12. Terra incognita – 3:57
13. Vacuity – 6:02

Les Vieilles Charrues
1. Indians – 3:53
2. Toxic Garbage Island – 5:52
3. World to Come – 6:51

### DVD 2
Bordeaux
1. Oroborus – 5:18
2. The Heaviest Matter of the Universe – 4:12
3. Backbone – 4:29
4. Love – 5:38
5. From the Sky – 5:37
6. A Sight to Behold – 5:32
7. The Art of Dying – 8:37
8. Drum Solo – 1:38
9. Clone – 5:23
10. Flying Whales – 6:09
11. Toxic Garbage Island – 4:23
12. The Way of All Flesh – 8:47
13. Terra incognita – 3:25
14. Vacuity – 9:28

Documentary
1. The Way of All Flesh from the Inside – 62:00

### CD
1. Intro – 1:34
2. Oroborus – 4:48
3. The Heaviest Matter of the Universe – 4:07
4. Backbone – 4:15
5. Love – 4:51
6. From the Sky – 5:39
7. A Sight to Behold – 5:32
8. The Art of Dying – 8:36
9. Clone – 4:42
10. Flying Whales – 5:21
11. The Way of All Flesh – 7:40
12. Terra incognita – 3:31
13. Vacuity – 5:09

## Formazione
Gruppo
- Joseph Duplantier – voce, chitarra
- Christian Andreu – chitarra
- Jean-Michel Labadie – basso
- Mario Duplantier – batteria

Produzione
- Rémy Deliers – missaggio, mastering
- Joseph Duplantier – illustrazione
- Mario Duplantier – illustrazione
- Roy Koch – copertina
- Andrea Friedrich – fotografia
- Gabrielle Duplantier – fotografia

## Classifiche
| Classifica (2012) | Posizione massima |
| ----------------- | ----------------- |
| Francia           | 76                |